# Usa (affluente del Tom')
L'Usa (in russo Уса́?) è un fiume della Russia siberiana sudoccidentale, affluente di destra del Tom'. Scorre nel Meždurečenskij rajon e nel distretto urbano della città di Meždurečensk, nell'Oblast' di Kemerovo.

## Descrizione
L'Usa scende dai monti Kuzneckij Alatau, vicino al confine con la Chakassia. La lunghezza del fiume è di 179 km, l'area del bacino è di 3 610 km². La sua portata media annua, a 8 km dalla foce, presso la città di Meždurečensk, è di 146,35 m³/s. Sfocia nel Tom' a 651 km dalla sua foce. Sullo stemma della città è raffigurata la confluenza di Usa e Tom'.
Il fiume gela da novembre - inizio dicembre, sino ad aprile - inizio maggio. I suoi maggiori affluenti sono: da destra, Čeksu (Чексу), Belaja Usa (Белая Уса) e Čërnaja Usa (Чёрная Уса); da sinistra, Tumujas (Тумуяс) e Šataj (Шатай).